# Kokoškino
Kokoškino è una cittadina della Russia europea centrale. Fino al 1º giugno 2012 è appartenuta amministrativamente al rajon Naro-Fominskij dell'oblast' di Mosca. Dopo tale data, è stata inclusa nel distretto di Novomoskovskij della città di Mosca.
Sorge sulle sponde del piccolo fiume Neznajka.